# 아르센 아베티샨
아르센 리파리티 아베티샨(아르메니아어: Արսեն Լիպարիտի Ավետիսյան, 1973년 10월 8일 ~ ) 혹은 아르센 리파리토비치 아베티샨(러시아어: Арсе́н Липари́тович Аветися́н)은 아르메니아의 은퇴한 축구 선수로 현역 시절 포지션은 공격수였다.
호메네트멘 예레반 소속 시절이던 1994-95 시즌에서 39득점을 기록했으며 1995년 유러피언 골든슈를 수상했다. 참고로 유러피언 골든슈는 1991년부터 1996년까지 시상하지 않았다. 1992년부터 1998년까지 아르메니아 대표팀에서 뛰는 동안 25경기에 출전하면서 1득점을 기록했다.

## 수상

### 클럽
호메네트멘 예레반 / 퓨니크
- 아르메니아 프리미어리그 5회 우승 (1992, 1995–96, 1996-97, 2006, 2007)
- 아르메니아 컵 1회 우승 (1996)

### 개인
- 아르메니아 프리미어리그 득점왕 3회 수상 (1994, 1995, 1996-97)
- 1994년 아르메니아 올해의 축구 선수 선정
- 1995년 유러피언 골든슈 수상